# Saint-Pierre-en-Vaux
Saint-Pierre-en-Vaux är en kommun i departementet Côte-d'Or i regionen Bourgogne-Franche-Comté i östra Frankrike. Kommunen ligger i kantonen Arnay-le-Duc som tillhör arrondissementet Beaune. År 2022 hade Saint-Pierre-en-Vaux 139 invånare.

## Befolkningsutveckling
Antalet invånare i kommunen Saint-Pierre-en-Vaux
Referens:INSEE